# NGC 1326B
NGC 1326B is een balkspiraalstelsel in het sterrenbeeld Oven. Het hemelobject ligt in de buurt van NGC 1326 en NGC 1326A.

## Synoniemen
- PGC 12788
- ESO 357-29
- MCG -6-8-14
- AM 0323-363
- FCC 39